# Hygieia (Bad Kissingen)

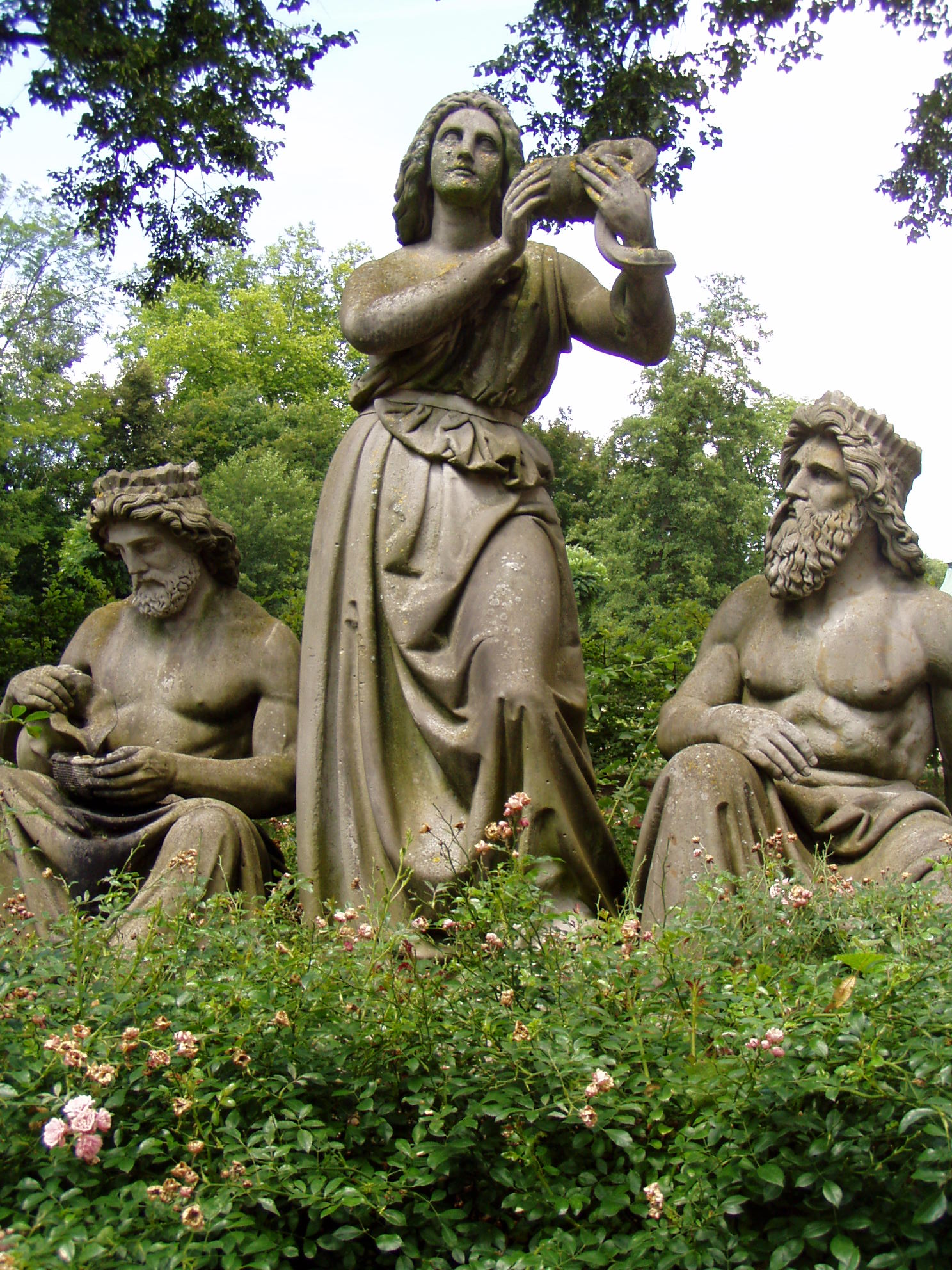
„Hygieia mit Rákóczi und Pandur“ (Lindesmühlpromenade)

Die Hygieia ist eine von Bildhauer Michael Arnold geschaffene Gartenskulptur im bayerischen Kurort Bad Kissingen im unterfränkischen Landkreis Bad Kissingen. Sie gehört zu den Bad Kissinger Baudenkmälern und ist unter der Nummer D-6-72-114-310 in der Bayerischen Denkmalliste registriert.

## Geschichte
Die Hygieia entstand im Jahr 1857 im Auftrag des Bad Kissinger Hoteliers Adam Hailmann, der mit der Aufstellung der Skulptur vor seinem Anwesen Palais Hailmann, dem heutigen Haus Collard,  eine verkehrsberuhigte Zone schaffen wollte; ausführender Künstler war der Bildhauer Michael Arnold.
Die feierliche Einweihung der Hygieia fand am 8. September 1857 statt. Da es sich um einen privaten Auftrag handelte, fehlen schriftliche Unterlagen über diesen; ebenso findet sich keine Berichterstattung in der lokalen Saale-Zeitung. Stattdessen widmete die Leipziger Illustrirte Zeitung in ihrer Nr. 751 der Einweihung einen ausführlichen Artikel. Der anwesende Badkommissar (Kurdirektor) Friedrich Reinhard Karl Ludwig Graf von Luxburg übergab im Auftrag Hailmanns die Skulptur dem Staat.
Als im Jahr 1864 König Maximilian II. Joseph starb, erhielt Michael Arnold den Auftrag zur Schaffung des Maximilian-II.-Joseph-Denkmals, das am Standort der Hygieia errichtet werden sollte. Aus diesem Grund wurde die Hygieia an einen Standort vor der späteren, 1910/1911 errichteten Wandelhalle versetzt. In diesem Bereich standen drei mögliche Standorte in der engeren Auswahl; die letztendliche Standortentscheidung fällte die Regierung vom Unterfranken am 26. Juli 1869. An einem der beiden anderen potentiellen Standorte befindet sich heute die Eingangs- und Schalterhalle der Wandelhalle. Zu der Zeit an diesem Standort vor der heutigen Wandelhalle wurde die Hygieia durch den abgebrochenen Ast eines Schwarznuss-Baums beschädigt.
Nach dem Zweiten Weltkrieg wurde die Hygieia, da Kunst des 19. Jahrhunderts inzwischen als „Kitsch“ verpönt war, abgeräumt. Gerüchten zufolge soll der Sockel der Skulptur nahe der Villa Neptun im Rahmen einer Auffüllung der Fränkischen Saale vergraben worden sein. Die Figuren selbst wurden zunächst in die ehemalige, in der Bibrastraße gelegene Kurgärtnerei und später, im Jahr 1960, in einen Schuppen an der Tennishalle verbracht.
Im Jahr 1987 wurde die Hygieia von Hubertus Wehner, dem damaligen Leiter der Kurgärtnerei, in der neuen Kurgärtnerei im Bad Kissinger Stadtteil Hausen aufgestellt. Im Jahr 1991 erfolgte der Eintrag der Hygieia in die Denkmalliste.
Ein Jahr später erfuhr die Hygieia einen weiteren Standortwechsel, und zwar – als Torso – an ihren jetzigen Standort an der Bad Kissinger Lindesmühlpromenade des Luitpoldparks am Ufer der Saale. Die Skulptur wurde von der Stadt Bad Kissingen für den symbolischen Kaufpreis von 1 DM käuflich erworben. Im Jahr 1994 erfolgte eine Behebung der Schäden an der Skulptur mit Hilfe der noch vorhandenen Bruchstücke. Bei dieser Gelegenheit wurden die bis dahin fehlenden Arme der Hygieia ersetzt, die eine Schale in die Höhe halten. Jedoch verzichtete die Stadt Bad Kissingen auf eine Wiederherstellung des Sockels, obwohl die Hygieia nach Ansicht von Fachleuten auf einen Anblick von unten angelegt ist.